# Sofia da Hungria
Sofia da Hungria (em húngaro:  Zsófia; em alemão:  Sophia von Ungarn; 1045/50 — 18 de junho de 1095)  foi princesa da Hungria por nascimento, e marquesa consorte da Ístria e Carníola através de seu primeiro casamento com Ulrico I de Carníola, e duquesa consorte da Saxônia através de seu segundo casamento com Magno I da Saxónia.

## Família
Sofia era filha do futuro rei Bela I da Hungria e de Riquilda da Polônia. Seu avô paterno era Basílio da Hungria. Seus avós maternos eram Miecislau II da Polónia, chamado "o Indolente", e Ricarda da Lotaríngia.
Sofia foi a segunda filha e terceira criança de seus pais. Seus irmãos eram: o rei Géza I da Hungria; Ana Lanca, esposa de Rostislav Vladimirovich, príncipe de Rostov; o rei Ladislau I da Hungria, marido de Adelaide de Rheinfelden, e pai de Piroska da Hungria, imperatriz bizantina como esposa de João II Comneno; Eufêmia, esposa do príncipe Otão I de Olomouc, na Morávia; Maria, casada com Andrônico Ducas, filho do imperador Constantino X Ducas; Lamberto, e Helena da Hungria, rainha consorte da Croácia como esposa de Demétrio Zvonimir.

## Biografia
Sofia casou-se com o marquês Ulrico, em 1062 ou 1063. Ele era filho do marquês Popo I da Carníola e de Hadamuta da Ístria. O casal teve cinco filhos.
Ela ficou viúva em 1070. Mais tarde, ela casou-se com o duque Magno I da Saxônia, filho de Ordulfo da Saxônia e da princesa Vulfilda da Noruega, filha do rei Olavo II da Noruega.
Sofia morreu em 18 de junho de 1095, e foi enterrada na Igreja de São Miguel de Luneburgo, na atual Baixa Saxônia.
Magno morreu em 23 de agosto de 1106, e foi enterrado na mesma Igreja que a esposa.

## Descendência
De seu primeiro casamento:
- Popo II de Carníola (m. 1098), foi marquês de Ístria e Carníola, e marido de Ricarda de Sponheim, com quem teve seis filhos;
- Ulrico II de Carníola (m. 13 de maio de 1112), foi marquês de Ístria e Carníola, marido de Adelaide da Turíngia. Sem filhos;
- Filha de nome desconhecido, possivelmente casada com Udalrico, duque da Morávia;
- Ricarda, esposa de Ecardo I, conde de Scheyern. Teve descendência;
- Adelaide, primeiro foi casada com Frederico de Ratisbona, com quem teve quatro filhos, e depois com Udalscalco, conde de Lurngau, com quem teve três filhos.

De seu segundo casamento:
- Vulfilda da Saxônia (1075 - 29 de dezembro de 1126), duquesa da Baviera como esposa de Henrique IX da Baviera, com quem teve sete filhos;
- Eilica da Saxônia (1075/80 - 2 de junho de 1143), esposa do conde Otão de Ballenstedt, com quem teve dois filhos.